# ドルビーサラウンド
ドルビーサラウンド (Dolby Surround) は、1981年にドルビーラボラトリーズ (Dolby Laboratories, Inc.) が開発した音響方式・サラウンドの一種。ビデオテープやアナログビデオディスクのステレオ・アナログ信号において、映画や映像音楽ソフトなどの音声に用いられた。

## 概要
1977年に映画『スター・ウォーズ』で一躍を浴びたドルビーステレオを、家庭でも楽しめるようにした音響方式である。
サラウンド成分のリアchの信号をステレオの左右で信号の差信号として記録するため、アナログ音声信号で扱うことができるうえ、従来のステレオ音声と互換性があった（通常のステレオ機器で再生しても問題ない）。ただし、この仕様ゆえにリアの信号は基本的に1chとなるうえ、低音成分を含まないものとなる。
再生する時はL-Rの信号を取り出し、20ミリ秒前後（設置環境によって異なる）の時間遅延を加えることで、リアchの信号として処理する。この際、終始アナログ信号として処理すると時間遅延の際にノイズが加わるなどの悪影響があったため、デジタル化して信号処理したサラウンドデコーダー・AVアンプ・AVセンターが多い。
後に、3chでは不十分であるとして、センター1chとリア2chで合計5chとしたドルビープロロジック方式が登場する。これは位相差だけでなく、ロジック（方向強調）回路を用いることによってチャンネル数を増やしたものである。元のソフトの信号としてはドルビーサラウンドと同一であり、再生するサラウンドデコーダー・AVアンプの側の信号処理によるものである。なお、ドルビープロロジック方式のサラウンドデコーダー・AVアンプでは、センターchは低音を含まないモードが「ノーマル」とされたが、これはセンタースピーカーの設置場所を考えての配慮である。センターchにも低音を振り分けることは可能であり、かつ可能ならそれが望ましい。センターchに低音を振り分けるモードは「ワイド」とされていた。
ドルビープロロジックでは、センター部分に三つ、リア部分は一つ、およびLFEを追加したスピーカー構成が可能となり、ドルビープロロジックIIではリアがステレオ仕様に変更されたため、ほぼドルビーステレオと同じ環境を再現できるようになった。